# Bajazid Doda

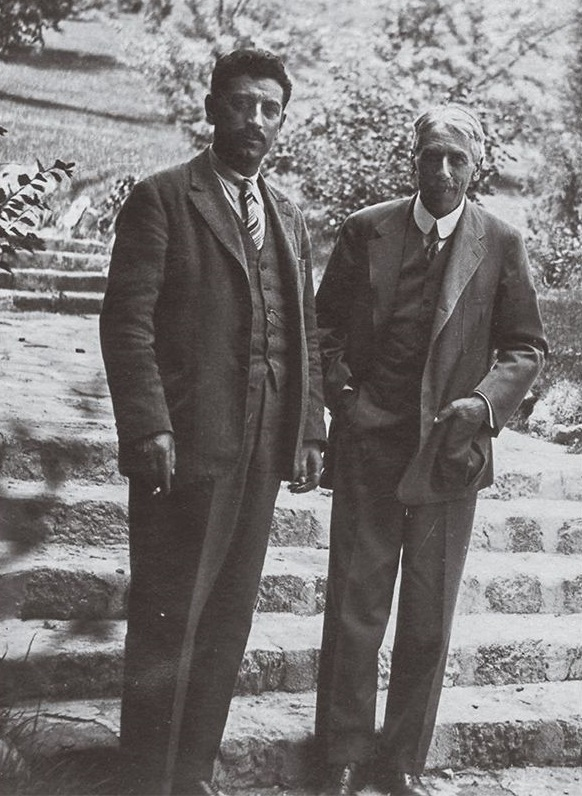
Bajazid Doda (links) und Franz von Nopcsa (ca. 1931)

Bajazid Elmaz Doda, deutsch auch Bajasid Elmas (* 1888 in Štirovica bei Gostivar, Osmanisches Reich, heute Nordmazedonien; † 25. April 1933 in Wien), war ein albanischer Ethnograph, Fotograf und Autor. Doda führte eine Beziehung mit dem Paläontologen und Albanologen Franz von Nopcsa.

## Leben
Doda verließ, wie viele junge Männer damals, seine Heimat im oberen Rekatal (Dibra) in Richtung Rumänien, um dort Arbeit zu finden. 1906 traf er seinen späteren Lebenspartner Franz von Nopcsa (1877–1933) in Bukarest, der ihn als Diener anstellte.
Doda und von Nopcsa verließen Bukarest kurze Zeit später und fuhren auf das Gut der Eltern von Nopcsa in Săcel bei Hațeg in Siebenbürgen und danach nach London, bevor sie ab November 1907 in Shkodra lebten. Sie reisten in die Regionen Mirdita und Luma (um Kukës), wo sie vom berühmten Räuberfürsten Mustafa Lita entführt wurden. Nachdem sie in Prizren aus der Entführung freigekommen waren, reisten sie nach Skopje, ins obere Rekatal und wieder nach Shkodra. Danach erforschten sie die albanischen Stämme Hoti und Gruda im Prokletije. 1913 ermordeten Serben den Vater und den Bruder Dodas. Von Nopcsa sah den Grund in seinen Aktivitäten zur Unterstützung der Albaner.
Beide reisten zusammen, aber auch getrennt voneinander durch die albanisch besiedelten Gebiete. 1915 und 1916 begleitete Doda seinen Lebensgefährten, der im Ersten Weltkrieg in der Gemeinsamen Armee diente, als dessen Sekretär. Nach dem Krieg lebten sie wieder in Wien und unternahmen unter anderem eine Motorradtour durch Italien.
Doda wurde am 25. April 1933 von seinem Lebenspartner Franz von Nopcsa erschossen, der kurz darauf Suizid beging; er litt unter Depressionen. Dodas inzwischen aufgelassenes Grab befand sich am Wiener Zentralfriedhof (Gruppe 25, Reihe 8, Nummer 106).

## Fotografische und literarische Werke

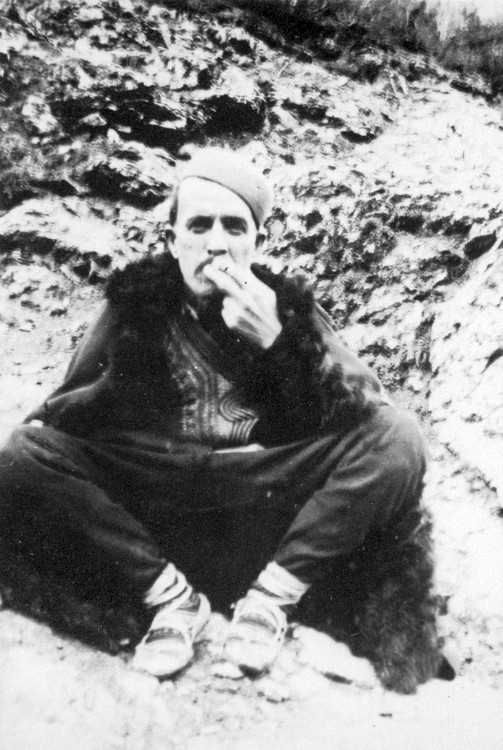
Fotografie von Doda: Mann beim Rauchen im oberen Rekatal (1907)

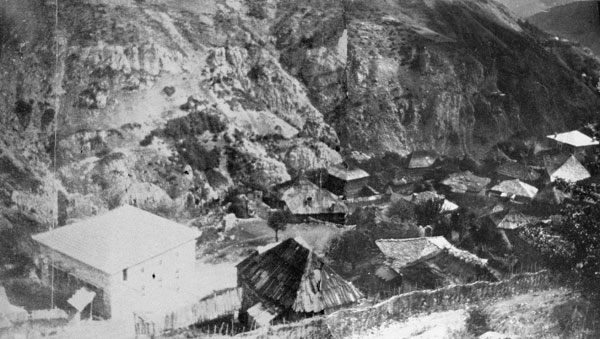
Fotografie von Doda: sein Geburtsdorf Štirovica (1907)

1914 vollendete Doda sein Buch Albanisches Bauernleben im oberen Rekatal bei Dibra (Makedonien), das allerdings erst 2007 postum vom Albanologen Robert Elsie herausgegeben wurde, nachdem er es im Archiv der Österreichischen Nationalbibliothek gefunden hatte. Begleitet wird die Buchausgabe von Originalfotografien, die Doda im Jahr 1907 aufgenommen hatte, hauptsächlich von seinem Heimatdorf Štirovica und Umgebung, sowie von zwei Fotos von Skopje. Das Buch von Doda enthält viele wertvolle Informationen über die Obere Reka und ihre Kultur, Bräuche, Sprache und andere Facetten des Lebens. Ziel des Buches war es nach Angaben des Autors, die verschwindende Lebensweise des muslimischen Elements im oberen Rekatal zu beschreiben und die Behauptungen von Spiridon Gopčević aus dessen Buch Makedonien und Alt-Serbien aus dem Jahr 1889 zu widerlegen, wonach die Oberreka-Albaner „albanisierte Slawen“ seien. Elsie vermutete, dass das als verloren geltende Originalmanuskript von Nopcsa – beziehungsweise unter seiner maßgeblichen Mitwirkung – aus dem Albanischen ins Deutsche übersetzt worden war, da es viel albanisches Vokabular enthält.

## Rezeption
Der Albanologe Robert Elsie lobte das Buch für seine detaillierten Informationen über die Obere Reka und dafür, dass es zu einer Zeit verfasst worden war, in der nur wenig albanische Literatur produziert wurde. Elsie behauptete, das Werk sei das erste, das den albanischen Dialekt des oberen Rekatals in der Literatur aufgreift.
Der Wissenschaftler Andrea Pieroni beschrieb das Werk als einen „sehr detaillierten ethnografischen Bericht“, der für die Erforschung der oberen Reka-Region „wichtige Hinweise auf die Verwendung lokaler Nahrungsmittel und Heilpflanzen“ enthält.
Im Deutschen wird auch der Name Bajasid Elmas genutzt.

## Würdigung
Franz von Nopcsa benannte das Pantestudines-Fossil Kallokibotion bajazidi nach Doda.